# Kinderfachabteilung
Der allgemeine Begriff „Kinderfachabteilung“ wurde im NS-Staat als beschönigende Bezeichnung für besondere Einrichtungen der Psychiatrie in Krankenhäusern sowie Heil- und Pflegeanstalten verwendet, die der „Kinder-Euthanasie“ dienten, also der Forschung an und Tötung von Kindern und Jugendlichen, die körperlich oder geistig behindert waren. Die Krankenmorde in der Zeit des Nationalsozialismus, bei denen es sich tatsächlich nicht um Euthanasie, sondern um Massenmorde handelte, wurden ab 1945 als Verbrechen gegen die Menschlichkeit be- und verurteilt.

## Geschichte

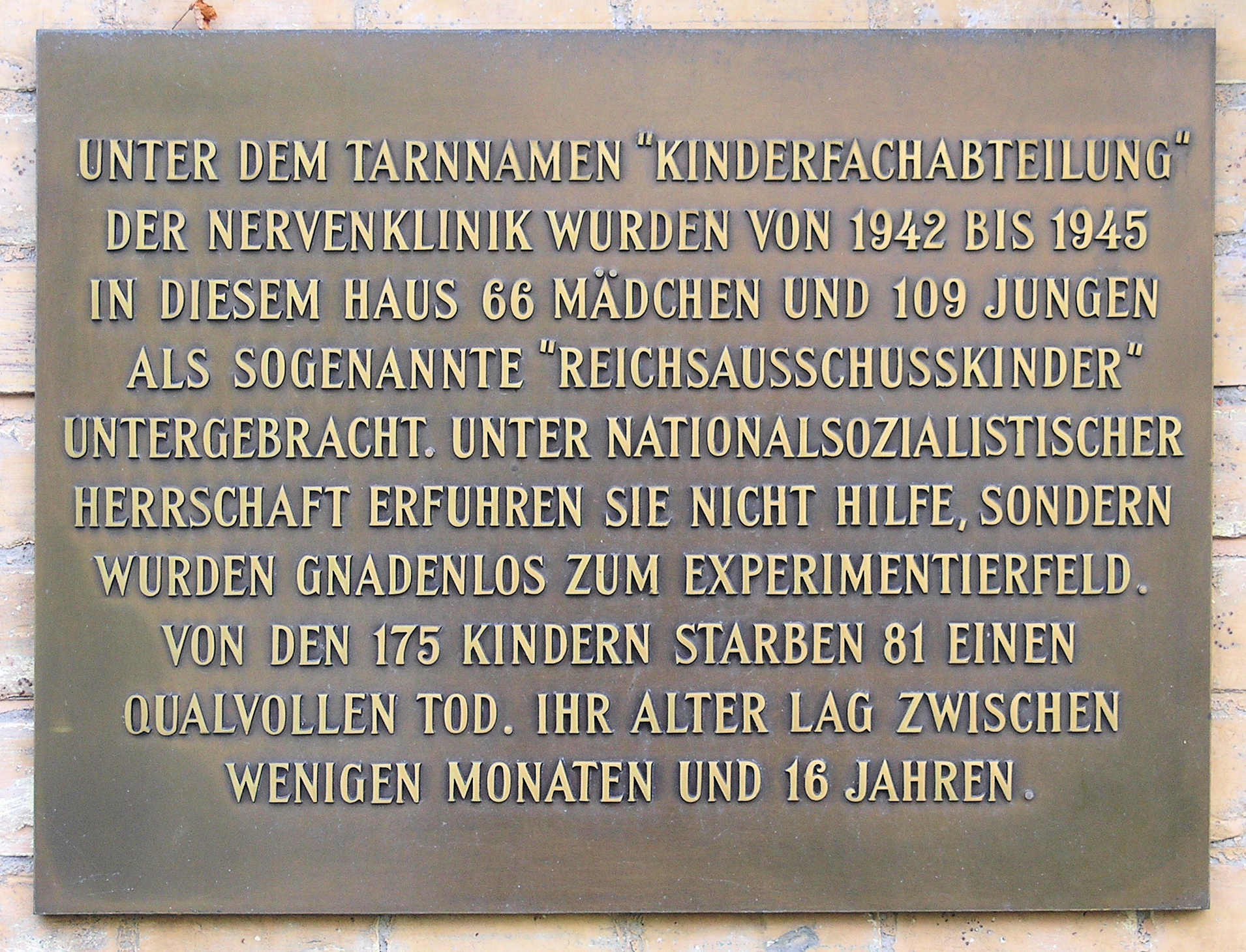
Gedenktafel am Haus Eichborndamm 238, in Berlin-Wittenau

Die erste derartige Einrichtung gab es ab 1939 in der Landesanstalt Görden in Brandenburg an der Havel.
Die Bezeichnung der reichsweit aus Berlin geleiteten und geheim gehaltenen Maßnahme war „Kinderaktion“. Die Zentrale befand sich in der Abteilung IIb der so genannten Kanzlei des Führers. Die Fälle wurden dort vorsortiert und etwa 20.000 verbleibende in einem Gutachterverfahren des „Reichsausschusses“ beurteilt. Gutachter waren die Professoren Werner Catel und Hans Heinze sowie der Kinderarzt Ernst Wentzler. Den „Kinderfachabteilungen“ wurde anschließend mitgeteilt, welche Kinder zur Tötung („Behandlungsermächtigung“) oder zunächst zu einer weiteren Beobachtung vorgesehen waren.
Einen Befehl oder Zwang zur Durchführung der Tötung gab es ebenso wenig wie ein Euthanasiegesetz, vielmehr war die Euthanasie formal im Deutschen Reich verboten. Dass Ärzte sich dem auch entziehen konnten und nicht in Befehlsnotstand handelten, wie nach 1945 oft behauptet, wurde durch Beispiele wie den Freiburger Kinderarzt Carl Noeggerath bewiesen. Noeggerath wurde „in die Kanzlei des Führers einberufen, und dort wurde mir nahegelegt, ich solle in der Freiburger Kinderklinik die südwestdeutsche Ausmerzestelle für lebensunfähige Kinder einrichten.“ Dass Noeggerath dies ablehnte, blieb für ihn ohne Folgen.
Die Tötung selber wurde in eigener Verantwortung mit einer Überdosierung der Medikamente Luminal und Chloralhydrat oder durch Nahrungsmittelentzug und die Gabe von Morphin durchgeführt. Nach dem Zweiten Weltkrieg wurden staatsanwaltschaftliche Ermittlungen auch wegen dieser NS-Verbrechen an Anstaltspatienten durchgeführt. Gerichtsurteile dazu wurden in der Gerichtsurteilssammlung „Justiz und NS-Verbrechen“ veröffentlicht.
Im Deutschen Reich hat es mindestens 30 derartiger Einrichtungen gegeben. Dazu zählten auch Anstalten im 1938 errichteten Reichsgau Sudetenland und nach 1939 im besetzten Polen.
Es ist davon auszugehen, dass in ihnen mehr als 5.000 geistig und körperlich behinderte Kinder getötet wurden. In einem Aktenvermerk der Staatsanwaltschaft Hannover vom Oktober 1964 heißt es zur Zahl der vermuteten Tötungen: „Dem Reichsausschuß seien über die Amtsärzte etwa 20.000 Kinder gemeldet worden. Von diesen seien etwa 75 % nicht in Kinderfachabteilungen des Reichsausschusses eingewiesen worden. Die restlichen 25 % hingegen seien zum größten Teil einer „Behandlung zugeführt“ worden. Von den bis Kriegsende somit dem Reichsausschuss gemeldeten ganz knapp 5.000 gestorbenen Kindern seien etwa 10 % auf natürliche Art und Weise verstorben, während die restlichen Kinder, mithin etwa 4.500, eingeschläfert worden seien.“ Zusätzlich ist noch von einer weiteren, nicht feststellbaren Opferzahl durch die sogenannte „wilde Euthanasie“ (nicht rückgemeldete Opfer) auszugehen.

## Liste der „Kinderfachabteilungen“
| Anstalt                                                           | Einrichtung heute | Ort                               | Leiter                                                  | Leiter der Kinderfachabteilung                               | Anmerkungen                                                                                     |
| ----------------------------------------------------------------- | --- | --------------------------------- | ------------------------------------------------------- | ------------------------------------------------------------ | ----------------------------------------------------------------------------------------------- |
| Heil- und Pflegeanstalt Ansbach                                   | Bezirksklinikum Ansbach                                                                                                   | Ansbach                           | Hubert Schuch                                           | Irene Asam-Bruckmüller                                       |                                                                                                 |
| Städtische Nervenklinik für Kinder und Jugendliche Wiesengrund    | Am Eichborndamm 238 entsteht nun ein Geschichtslabor.                                                                     | Berlin-Wittenau                   | Ernst Hefter                                            | Gertrud Reuter, Ernst Hefter                                 | Überliefert sind unter anderem Menschenversuche mit Tuberkulose.                                |
| Landesanstalt Görden                                              | Asklepios Fachklinikum Brandenburg                                                                                        | Brandenburg-Görden                | Hans Heinze                                             | Ernst Illing, Friederike Pusch                               |                                                                                                 |
| Krankenhaus Nord                                                  | Specjalistyczny Zespół Psychiatrycznej Opieki Zdrowotnej we Wrocławiu                                                     | Breslau                           | Heinrich Tewes                                          | Heinz W. Neumann                                             | [ 14 ] [ 15 ] [ 16 ] [ 17 ] [ 18 ]                                                              |
| Landesanstalt für psychisch Kranke Konradstein                    | Szpital dla Nerwowo i Psychicznie Chorych w Starogardzie Gdańskim                                                         | Starogard Gdański                 | Waldemar Siemens                                        | Hans Arnold Schmidt                                          | Es ist umstritten, ob die Nationalsozialisten hier eine Kinderfachabteilung eingerichtet haben. |
| Heil- und Pflegeanstalt Aplerbeck                                 | LWL-Klinik Dortmund | Dortmund-Aplerbeck                | Fritz Wernicke                                          | Theodor Niebel                                               |                                                                                                 |
| Heil- und Pflegeanstalt Eglfing-Haar                              | Isar-Amper-Klinikum München-Ost                                                                                           | München                           | Hermann Pfannmüller                                     | Gustav Eidam                                                 | [ 24 ]                                                                                          |
| Landes-Heil- und Pflegeanstalt Eichberg                           | Vitos Rheingau | Eichberg                          | Friedrich Mennecke                                      | Walter Schmidt                                               |                                                                                                 |
| Heil- und Pflegeanstalt Am Feldhof                                | LKH Graz II Standort Süd                                                                                                  | Graz                              | Oskar Begusch, Ernst Sorger, siehe Rudolf Lonauer       |                                                              |                                                                                                 |
| Landesanstalt Großschweidnitz                                     | Sächsisches Krankenhaus Großschweidnitz                                                                                   | Großschweidnitz                   | Alfred Schulz                                           | Arthur Mittag                                                | [ 25 ] [ 26 ]                                                                                   |
| Heil- und Pflegeanstalt Langenhorn                                | Asklepios Klinik Nord, Standort Ochsenzoll                                                                                | Hamburg-Langenhorn                |                                                         | Friedrich Knigge                                             |                                                                                                 |
| Kinderkrankenhaus Rothenburgsort                                  | Institut für Hygiene und Umwelt                                                                                           | Hamburg-Rothenburgsort            | Wilhelm Bayer                                           | Wilhelm Bayer                                                |                                                                                                 |
| Heilerziehungsanstalt Kalmenhof                                   | Kalmenhof | Idstein                           | Ernst Müller                                            | Mathilde Weber, Hermann Wesse                                |                                                                                                 |
| Heil- und Pflegeanstalt Kaufbeuren-Irsee                          | Bezirkskrankenhaus Kaufbeuren                                                                                             | Kaufbeuren                        | Valentin Faltlhauser                                    |                                                              | Tbc-Versuche an Kindern                                                                         |
| Universitätskinderklinik Leipzig                                  | Altes Kinderkrankenhaus der Universität Leipzig                                                                           | Leipzig                           | Werner Catel                                            | Hans Christoph Hempel, Ernst Klemm, Hans-Joachim Hartenstein |                                                                                                 |
| Heil- und Pflegeanstalt Dösen                                     | zuletzt Park-Krankenhaus Leipzig-Dösen, heute leerstehend                                                                 | Leipzig                           | Hermann Paul Nitsche, Emil Eichler, Johannes Gottschick | Arthur Mittag                                                |                                                                                                 |
| Heil- und Pflegeanstalt Loben                                     | Hotel Zamek Lubliniec | Loben, Oberschlesien              | Ernst Buchalik                                          | Ernst Buchalik, Elisabeth Hecker                             | [ 29 ]                                                                                          |
| Heil- und Pflegeanstalt Lüneburg                                  | Psychiatrische Klinik Lüneburg                                                                                            | Lüneburg                          | Max Bräuner                                             | Willi Baumert                                                |                                                                                                 |
| Heil- und Pflegeanstalt Obrawalde                                 | Heute noch laufender Krankenhausbetrieb, Gedenkstätte, Friedhof.                                                          | Meseritz                          | Walter Grabowski                                        | Hilde Wernicke                                               |                                                                                                 |
| St. Johannisstift                                                 | Westfälische Klinik Marsberg                                                                                              | Niedermarsberg                    | Theodor Steinmeyer                                      | Werner Sengenhoff                                            |                                                                                                 |
| Landesheilanstalt Sachsenberg                                     | Carl-Friedrich-Flemming-Klinik                                                                                            | Schwerin                          | Johannes Fischer                                        | Alfred Leu                                                   |                                                                                                 |
| Heil- und Pflegeanstalt Schleswig-Hesterberg                      | Helios Klinikum – Kinder- und Jugendpsychiatrie und -psychotherapie                                                       | Schleswig-Hesterberg              | Alfred Hartwig                                          | Erna Pauselius                                               | bis Januar 1942                                                                                 |
| Landes-Heil- und Pflegeanstalt Schleswig-Stadtfeld                | Helios Klinikum Schleswig                                                                                                 | Schleswig-Stadtfeld               | Carl Grabow                                             | Erna Pauselius, Johannes Krey, Hans Burkhardt                | ab Februar 1942                                                                                 |
| Landesheilanstalt Stadtroda (ab 1943 Landeskrankenhaus Stadtroda) | Asklepios Fachklinikum Stadtroda                                                                                          | Stadtroda, Thüringen              | Gerhard Kloos                                           | Margarete Hielscher                                          |                                                                                                 |
| Städtisches Kinderheim Stuttgart                                  | Einrichtung existiert nicht mehr; heute Sitz des Künstlerbunds Stuttgart. Verwaltungsunterlagen im Stadtarchiv Stuttgart. | Stuttgart                         | Karl Lempp                                              | Magdalene Schütte                                            |                                                                                                 |
| Gauheilanstalt Tiegenhof                                          | SP ZOZ Wojewódzki Szpital dla Nerwowo i Psychicznie Chorych „Dziekanka“                                                   | Tiegenhof (Dziekanka bei Gniezno) | Victor Ratka                                            | Walter Kipper                                                |                                                                                                 |
| Landesheilanstalt Uchtspringe                                     | Fachklinikum Uchtspringe                                                                                                  | Uchtspringe                       | Ernst Beese                                             | Gerhard Wenzel, Hermann Wesse, Hildegard Wesse               |                                                                                                 |
| Heil- und Pflegeanstalt Ueckermünde                               | AMEOS Klinikum Ueckermünde                                                                                                | Ueckermünde                       | Hans-Dietrich Hilweg                                    | Hans-Dietrich Hilweg                                         |                                                                                                 |
| Heil- und Pflegeanstalt Süchteln-Johannistal – Abteilung Waldniel | Verschiedene Nachnutzungen, zuletzt Kent-School, heute leerstehend.                                                       | Schwalmtal                        | Georg Renno, Hermann Wesse                              |                                                              | Zweigstelle der Heil- und Pflegeanstalt Süchteln-Johannistal                                    |
| Städtische Jugendfürsorgeanstalt Am Spiegelgrund                  | Otto-Wagner-Spital | Wien                              | Erwin Jekelius, Ernst Illing                            | Heinrich Gross                                               | Die Anstalt war an die Heil- und Pflegeanstalt Am Steinhof in Wien angegliedert.                |
| Gau-Heil- und Pflegeanstalt Wiesengrund                           | Heilanstalt Dobřany | Dobřany, Sudetengau               | Karl Hever                                              |                                                              |                                                                                                 |
| Heil- und Pflegeanstalt Wiesloch                                  | Psychiatrisches Zentrum Nordbaden                                                                                         | Wiesloch                          | Wilhelm Möckel                                          | Arthur Schreck                                               | [ 38 ]                                                                                          |

Die Liste enthält die belegten bzw. als gesichert angesehenen Einrichtungen. Dazu kommen noch bisher ungeklärte Einrichtungen bzw. nur geplante KFA. Die Verantwortlichkeit einzelner Ärzte ist teilweise strittig, wobei einzelne Leiter nicht in die Vernichtung involviert waren.